# حسين معاذ
حسين معاذ (مواليد 1 أكتوبر 1985) هو لاعب كرة قدم سعودي .

## مسيرة اللاعب
كانت بداياته مع نادي الشباب و لعب بعدها لأندية الحزم والرياض والنهضة والعروبة ونادي الجيل .

## الحياة الشخصية
حسين هو شقيق اللاعب حسن معاذ.